# کامی لومونیه
کامی لومونیه (فرانسوی: Camille Lemonnier‎; ۲۴ مارس ۱۸۴۴ در بروکسل – ۱۳ ژوئن ۱۹۱۳) روزنامه‌نگار، شاعر، نویسنده فرانسوی‌زبان اهل بلژیک بود.
برخی از آثارش عبارتنداز:
- محفل ادبی بروکسل
- فلاندری‌های ما
- نره مرد
- مرگ
- در دل پر طراوت جنگل
- سرگذشت چاق‌ها و لاغرها
- توده نعش‌ها
- هیستریک
- همسران نامشروع
- تن خواره
- چون رود روان
- آدم و حوا